# Raadhuis Zandvoort
Het Raadhuis van Zandvoort is een gebouw in de gemeente Zandvoort in de Nederlandse provincie Noord-Holland.
De gemeente Zandvoort liet aan het begin van de 20e eeuw een gemeentehuis bouwen in het centrum van de badplaats. Dit kwam gereed in 1911. De gemeente heeft het pleintje waar dit gebouw aan ligt, benoemd als Raadhuisplein. Aan de voorkant van het gebouw, aan het plein, is een watersculptuur gemaakt. In de toren boven de ingang van het raadhuis bevindt zich sinds 1981 een carillon. Sinds augustus 2001 is het gebouw erkend als rijksmonument.
Later had de gemeente behoefte aan meer kantoorruimte. Daarom is aan de Swaluëstraat, ten noordwesten van het gebouw, in 1980 en 1995 een nieuw kantoorgebouw gerealiseerd. Dat maakt geen deel uit van het rijksmonument.